# 가르도니 게저

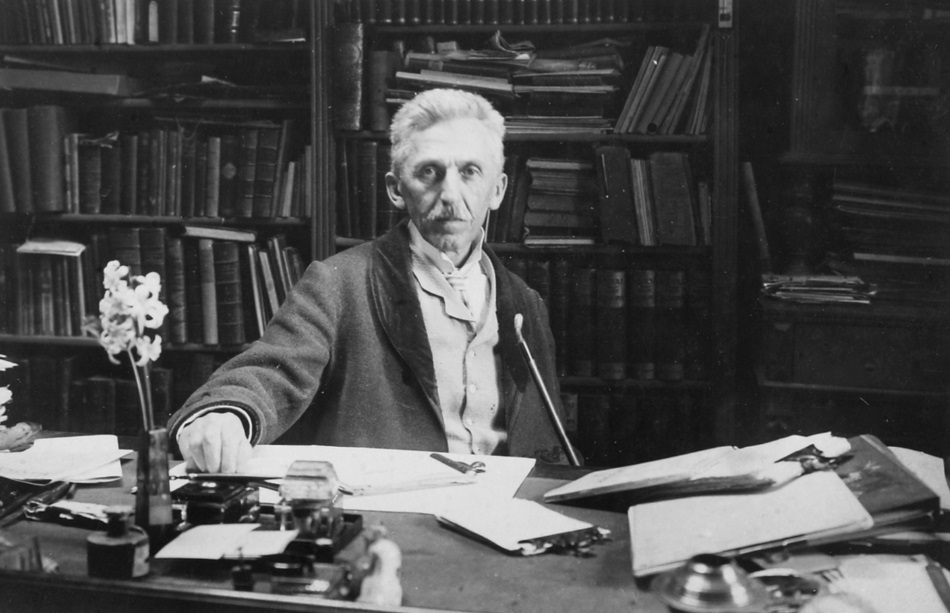
1921년 모습

가르도니 게저(Gárdonyi Géza, 1863년 8월 3일 ~ 1922년 10월 30일)는 헝가리의 작가이자 언론인이다.
1863년 헝가리 벨렌체 호숫가 작은 마을 어가르드에서 태어났다. 16세 아버지를 여의고 경제적으로 어려워져 대학진학을 포기하고 에게르 사범학교에 진학했다. 1882~1886년까지 초등학교 교사로 근무하다 1885년 몰나르 마리어와 결혼해 죄르 지역신문사에서 일하게 된다. 교사와 언론인으로 일하던 때 페슈트의 여러 신문에 시와 소설을 발표했다. 1898년 ≪우리 마을≫을 발표하면서 작가로서 평가를 받기 시작한다.
1892년 몰나르와 이혼한 후 1897년 어머니와 함께 에게르로 이주하게 되는데 이때부터 책에 파묻힌 은둔생활이 시작된다. 구체제가 흔들리는 것을 경험하면서 과거의 값진 가치를 보존하기 위해 노력을 기울인 그는 시골, 특히 정다운 옛 마을의 모습을 작품에 담아내는 작가다. 일상과 보편적 인간의 가치, 감성적이고 도덕적인 순수하고 맑은 옛 마을 공동체의 모습을 잘 그려냈다. 에게르로 옮긴 이후 헝가리에서 가장 인기 있는 소설로 꼽히는 ≪에게르의 별≫, 가르도니 자신의 최고 작품이라고 꼽는 ≪보이지 않는 사람≫ 등을 발표한다.
1910년 헝가리 학술원 교신회원으로 선출되었고, 1922년 세상을 떠났다. 그가 마지막을 보낸 에게르의 집은 현재 가르도니 게저 박물관으로 보존되고, 거리나 극장, 그와 관련된 학교나 집에서 그를 기리는 헝가리인들의 흔적을 발견할 수 있다.